# Edmund Heines
Edmund Heines (Munique, 21 de julho de 1897 – Prisão de Stadelheim, 30 de junho de 1934) foi um deputado e seguidor de Ernst Röhm durante o comando deste na SA.
Homossexual, no expurgo da Noite das Facas Longas foi preso e executado. Quando os oficiais invadiram seu quarto para prendê-lo, flagraram-no na cama com um jovem homossexual da SA. Segundo anotações de Alfred Rosenberg, ao ser preso Heines fez uma cena de choro: "Meu Führer não fiz nada com o garoto”. Enquanto isso, o prostituto (termo de Rosenberg) beijava seu ombro, com medo e aflição. Amann, um dos oficiais envolvidos na captura do Röhm e do Heines, contou: "Nunca antes o Führer tinha colocado as mãos em ninguém mas naquela hora agarrou o prostituto e jogou-o contra  a parede, enojado". No fim o jovem, junto a outros, foi encaminhado ao porão a fim de serem fuzilados.
Segundo várias outras fontes, o jovem de 18 anos era o seu motorista pessoal.